# Hóa Long
Huyện tự trị dân tộc Hồi-Hóa Long (giản thể: 化隆回族自治县; phồn thể: 化隆回族自治縣; bính âm: Huàlóng Huízú Zìzhìxiàn, Hán Việt:Hóa Long Hồi tộc tự trị huyện) là một đơn vị hành chính của địa khu Hải Đông, tỉnh Thanh Hải, Trung Quốc.

### Trấn
| - Ba Yên (巴燕镇) - Cam Đô (甘都镇) - Quần Khoa (群科镇) | - Nha Thập Ca (牙什尕镇) - Trát Ba (扎巴镇) - Mão Tư Đa (昴思多镇) |

### Hương
| - Đức Gia (德加乡) - Nhị Đường (二塘乡) - Tạ Gia Than (谢家滩乡) - A Thập Nỗ (阿什努乡) | - Thạch Đại Thảng (石大仓乡) - Đức Hằng Long 德恒隆乡 - Sa Liên Bảo 沙连堡乡 - Sơ Ma 初麻乡 |

### Hương dân tộc
- Hương dân tộc Tạng Tháp Gia (塔加藏族乡)
- Hương dân tộc Tạng Hùng Tiên (雄先藏族乡)
- Hương dân tộc Tạng Kim Nguyên (金源藏族乡)
- Hương dân tộc Tạng Chi Trát (支扎藏族乡)
- Hương dân tộc Tạng Tra Phủ (查甫藏族乡)

### Khác
- Ủy ban quản lý hành chính phía bắc eo đất Lý Gia (李家峡北岸行政管理委员会)
- Ủy ban quản lý sắp xếp di dân Quý Đức (贵德移民安置管理委员会)